# Поляки в Республике Сербской
Поляки в Республике Сербской (пол. Polacy w Republice Serbskiej, серб. Пољаци у Републици Српској) — граждане польского происхождения, проживающие и работающие на территории Республики Сербской. Поляки признаны одним из 12 национальных меньшинств Республики Сербской, их интересы защищает Совет национальных меньшинств Республики Сербской. В Республике Сербской проживает 186 поляков, по данным переписи населения 2013 года.

## История
Поляки переселились на территорию Республики Сербской ещё во времена Австро-Венгрии: в основном это были крестьяне из Галиции, осевшие в Боснийской Краине и Посавине. Они расселились по окрестностям городов Дервента, Прнявор, Градишка, Баня-Лука, Нови-Град и Приедор. По данным переписи 1910 года, в Боснии и Герцеговине проживало 10975 поляков из 12 крестьянских колоний. С 1912 года в окрестностях Прнявора стали возводиться «чисто польские сёла»: Нови-Матринац, Гумера, Грабашница, Раковац, Кунова, Деветина, Гаеви, Стара-Дубрава и Кокорски-Луг. Аналогичные сёла были около Градишки: Милевачка-Козара, Челиновац, Бакинци-Дони и Бакинци-Горни. К 1930 году в Югославии на этих землях проживало до 30 тысяч поляков. Поляки занимались и пчеловодством: в прняворском селе Шибовска у семей Пинцуков и Жижевских было от 150 до 200 ульев.
В конце XIX века польские семьи, переселившиеся в Србац, получали в дар по 10 га земли, возводя дома, церкви, школы и кладбища на своих территориях. Самый большой след в истории польской общины Србаца оставил Артур Бурда, выкопавший пруд в 1903 году в Бардаче. Около 80 % жителей польского города Новогродзец ранее жили в окрестностях Србаца и вернулись на историческую родину в 1946 году. В селе Черна у Новогродзеца ежегодно проводятся памятные мероприятия по случаю возвращения соотечественников из Србаца: возлагаются венки к мемориалу и проводятся культурные массовые мероприятия.
Начальник отделения по сельскому хозяйству Врбасской бановины господин Маркович был уроженцем одного польского поселения и поэтому хорошо знал обычаи и традиции поляков. Согласно его словам, 75 % сельскохозяйственных участков польских земель в Врбасской бановине были урожайными. Также он рассказывал, что поляки способны были выполнять любую, самую трудную работу благодаря своему терпению, неутомимости и осмотрительности. Он полагал, что польские колонисты, трудившиеся в Боснии, оказывали серьёзный вклад на экономику всей Югославии.
Во время Народно-освободительной войны Югославии многие поляки ушли в партизанское движение: ими был образован 5-й польский батальон в составе 14-й среднебоснийской бригады. Поляки сражались против немцев и их пособников при Тесличе, Жепче, Завидовичах и Зенице.
В 1946 году более 14 тысяч боснийских поляков, подвергавшиеся нападениям сербских четников, репатриировались в Польшу, где осели в недавно присоединенном районе Болеславца. Югославские власти безуспешно пытались получить от Польши материальную компенсацию за эмиграцию поляков. Район Болеславца получил обиходное название — «Малая Югославия».

## Религия
Поляки являются преимущественно католиками по вероисповеданию: в Республике Сербской есть католический храм в селе Челиновац (община Градишка), службы в котором посещают поляки.

## Общества
В Республике Сербской есть только одно национальное объединение поляков: Общество поляков Баня-Луки, основанное в 2004 году.

## Некоторые уроженцы
- Орличова, Зофия, поручик Армии Крайовой